# Josua Hoffalt
Scènes principales
Opéra national de Paris
Josua Hoffalt, né le 19 mai 1984 à Pertuis dans le Vaucluse, est un danseur français. Il est étoile du Ballet de l'Opéra national de Paris.

## Les débuts
Josua Hoffalt commence la danse classique au conservatoire de Marignane en 1992, à l'âge de huit ans, auprès de Chantal Latache.

## École de danse
En 1998, il rejoint l'école de danse de l'Opéra national de Paris, alors dirigée par Claude Bessy.

## Au ballet de l'Opéra de Paris
Josua Hoffalt intègre en 2002 le corps de ballet de l'Opéra de Paris. 
Promu coryphée en 2003, il est passé sujet en 2004 et premier danseur en 2009.
Il se voit confier le premier rôle de Casse-Noisette de Rudolf Noureev.
Josua Hoffalt interprète les premiers rôles Colas dans La Fille mal gardée  de Frederick Ashton, Roméo dans Roméo et Juliette  de Rudolf Noureev et l'Acteur Vedette dans Cendrillon de Rudolf Noureev.
Il travaille avec les chorégraphes contemporains Mats Ek, Jiři Kylián, Trisha Brown, Nacho Duato, Wayne McGregor, Sacha Waltz ou encore Pina Bausch.

## Danseur étoile
Josua Hoffalt est nommé étoile le 7 mars 2012, à l'issue de la 1re de La Bayadère  de Rudolf Noureev dans le rôle de Solor.
Il est avec Léonore Baulac, Ludmila Pagliero et François Alu membre de 3e étage, un groupe de danseurs du Ballet de l'Opéra de Paris se produisant indépendamment sous la direction du chorégraphe Samuel Murez.
Au sein de 3e étage, il a participé aux tournées en France, en Espagne, et en Argentine depuis 2009.
A l’issue du défilé du Ballet de l’Opéra de Paris, il effectue ses Adieux officiels à la scène en tant qu’étoile de l’Opéra de Paris le 30 octobre 2018.

## Style
De par ses lignes et la fluidité de ses mouvements, Josua Hoffalt incarne l'élégance française de la danse classique.

## Récompenses
- 2004 : Médaille d'argent du Concours international de ballet de Varna aux côtés de Mathilde Froustey
- 2004 : Prix du Cercle Carpeaux
- 2009 : Prix de l'AROP

## Répertoire
- Casse-Noisette de Rudolf Noureev : Le Prince/Drosselmeyer
- La Fille mal gardée de Frederick Ashton : Colas
- La Bayadère de Rudolf Noureev : Solor
- Giselle de Patrice Bart d'après Jean Coralli et Jules Perrot : Albrecht
- La Belle au bois dormant de Rudolf Noureev : le prince Désiré
- Roméo et Juliette de Rudolf Noureev : Roméo
- Onéguine de John Cranko  : Lenski, Eugène Onéguine
- L'Histoire de Manon de Kenneth MacMillan : Des Grieux
- Cendrillon de Rudolf Noureev : l'Acteur vedette
- Notre-Dame de Paris de Roland Petit  : Frollo
- Études de Harald Lander
- Le Spectre de La Rose de Michel Fokine
- La Source de Jean-Guillaume Bart : Djémil
- Suite en Blanc de Serge Lifar  : le Thème varié
- Phèdre de Serge Lifar : Hyppolite
- O Zlozony/O Composite de Trisha Brown
- Les Enfants du Paradis de José Martinez : Frédérick Lemaître
- Coppélia de Patrice Bart : Frantz
- Proust ou Les Intermittences du Cœur de Roland Petit : Morel
- En Sol de Jerome Robbins
- Other Dances de Jerome Robbins
- Dances at a Gathering de Jerome Robbins : l'Homme en brun et l'Homme en vert
- Le Palais de Cristal de George Balanchine :  1er Mouvement
- La Dame aux camélias de John Neumeier : Gaston Rieux
- La 3e Symphonie de Malher de John Neumeier : Allegro
- Kaguyahime de Jiri Kylian
- A Sort Of... de Mats Ek
- Le Sacre du Printemps de Pina Bausch
- White Darkness de Nacho Duato
- L'Anatomie de La Sensation de Wayne McGregor
- Répliques de Nicolas Paul
- Aunis de Jacques Garnier